# Dialogue franco-russe
Le Dialogue franco-russe est une association fondée en 2004 dans le but officiel de développer la coopération économique entre les deux pays. L'organisation, coprésidée par Thierry Mariani et Sergueï Katasonov, est décrite comme une organisation d'influence pro-Kremlin.

## Historique et activités
L'association a été fondée en 2004. Elle organise divers événements, notamment des réceptions, des conférences, ainsi que des voyages en Russie ou en Crimée,, y compris lors du référendum d'annexion contesté. Elle héberge également les activités du Cercle Pouchkine, fondé en 2015. 
Selon Le Monde, s'il s'agit officiellement d'une structure classique regroupant des entreprises, qui vise à développer les relations économiques et culturelles entre les deux pays, « en réalité, son action va bien au-delà ». 
L'association Dialogue franco-russe, ainsi que ses membres, s'engage et s'exprime ouvertement et systématiquement en faveur du Kremlin et de Vladimir Poutine,,. Elle est qualifiée d'organisation de lobbying (y compris par Thierry Mariani) et de « lobby pro-Kremlin » influent,,. Nicolas Hénin la décrit comme la « vitrine la plus efficace et la plus visible du soft power russe en France » se positionnant entre les affaires et la politique.
L'association a son siège avenue des champs Élysées, avec ceux de RZD (chemins de fer russes), mais elle est contrainte de les quitter en 2022, « faute d'argent russe pour payer le loyer », dans le contexte de l'invasion de l'Ukraine et des sanctions européennes.

## Présidence et membres
L'association est coprésidée par deux coprésidents, l'un français, l'autre russe.
En 2012, Thierry Mariani prend la coprésidence, qu'il partage avec Vladimir Iakounine, patron de RZD, les chemins de fer russes, et ancien du KGB, puis avec Sergueï Katasonov.
Au sein du conseil du Dialogue Franco-russe se trouvent Michèle Assouline, Bernard Lozé, Gilles Rémy et Jean-Pierre Thomas. Les anciens parlementaires Jean-Paul Bacquet, Michel Voisin, Yves Pozzo di Borgo et Nicolas Dhuicq font partie des membres actifs et du bureau de l'organisation.

## Positions et controverses
L'organisation entretient des liens avec des milieux d'extrême droite. Elle est accusée de propager la propagande du Kremlin, et plusieurs de ses membres sont accusés de faire de la désinformation, notamment dans le cadre de la propagande concernant l'invasion de l'Ukraine par la Russie. 
En 2023, interrogé par la commission d’enquête de l’Assemblée nationale relative aux ingérences politiques, économiques et financières de puissances étrangères, Nicolas Tenzer mentionne plusieurs invités récurrents de l'association qu'il considère être des agents pro-russes :
- l'industriel Jean-Pierre Thomas,
- Philippe Migault et Xavier Moreau, « cas extrêmes et bien connus [d'agents pro-russes] » liés au site Stratpol[20],
- Alain Juillet, ancien directeur du renseignement ayant une émission sur RT,
- Pierre Conesa, consultant régulièrement invité sur RT
- Pierre Gentillet, « membre du bureau ou du conseil d'administration » qui a « table ouverte sur CNews »

## Justice
En 2021, deux enquêtes préliminaires concernant l'association et certains de ces membres, dont Thierry Mariani et Yves Pozzo di Borgo, sont ouvertes pour de possibles faits de corruption et de trafic d’influence. Thierry Mariani est également soupçonné d’abus de confiance et de blanchiment en lien avec les activités du Dialogue franco-russe ,.
Une semaine après la révélation de ces enquêtes dans la presse, un communiqué du ministère des Affaires étrangères de la fédération de Russie dénonce ces « publications antirusses mensongères » .
Les enquêtes sont classées sans suite en 2024.